# Доситей Дринополски
Доситей  (на гръцки: Δοσίθεος) е гръцки духовник, епископ на Вселенската патриаршия.

## Биография
Роден е в голямата епирска влашка паланка Мецово. Служи като архидякон в Янинската митрополия. В 1859 година става епитроп на Мецовската екзархия. На 21 май 1760 година в „Свети Анастасий“ в Янина е ръкоположен за дринополски епископ. Хиротонията е извършена от митрополита на Янина Григорий, подкрепен от митрополит на Паисий Нисийски и епископите на Никодим Веленски и Партений Химарски.
В Аргирокастро развива забележителна религиозна и социална активност. Възстановява епископското седалище на своята епархия, основава седемдесет нови църкви, много други изписва и украсява. Внася ред в епархията си и съставя Аргирокастренската кондика, важен исторически паметник за църковната история на Епир. Описване е като честен и благочестив и кротък човек. Според Панайотис Аравантинос Доситей в смутните времена в края на XVIII век успява да спечели уважението на местните мюсюлмани.
В 1799 година подава оставка и в 1810 година умира.